# 4e étape du Tour de France 2001
Pour un article plus général, voir Tour de France 2001.
La 4e étape du Tour de France 2001 a eu lieu le 11 juillet 2001 entre Huy en Belgique et Verdun sur une distance de 215 km. Elle a été remportée par le Français Laurent Jalabert (CSC-Tiscali devant le Belge Ludo Dierckxsens (Lampre-Daikin) et son compatriote Damien Nazon (Bonjour) qui règle le sprint du peloton quelques secondes plus tard. L'Australien Stuart O'Grady (Crédit Agricole) conserve le maillot jaune à l'issue de l'étape.

## Classement de l'étape
| \| Classement de l'étape \| Classement de l'étape \| Classement de l'étape \| Classement de l'étape \| Classement de l'étape \| \| Coureur \| Coureur \| Pays \| Équipe \| Temps \| \| --------------------- \| --------------------- \| --------------------- \| ------------------------ \| --------------------- \| \| 1er \| Laurent Jalabert \| France \| CSC-Tiscali \| 5 h 17 min 49 s \| \| 2e \| Ludo Dierckxsens \| Belgique \| Lampre-Daikin \| + 0 s \| \| 3e \| Damien Nazon \| France \| Bonjour \| + 7 s \| \| 4e \| Fred Rodriguez \| États-Unis \| Domo-Farm Frites-Latexco \| + 7 s \| \| 5e \| Alessandro Petacchi \| Italie \| Fassa Bortolo \| + 7 s \| \| 6e \| Sven Teutenberg \| Allemagne \| Festina \| + 7 s \| \| 7e \| Robert Hunter \| Afrique du Sud \| Lampre-Daikin \| + 7 s \| \| 8e \| Stuart O'Grady \| Australie \| Crédit Agricole \| + 7 s \| \| 9e \| Paul Van Hyfte \| Belgique \| Lotto-Adecco \| + 7 s \| \| 10e \| Sébastien Talabardon \| France \| BigMat-Auber 93 \| + 7 s \| |                      |                |                          |                 |
| |                      |                |                          |                 |
| |                      |                |                          |                 |
| Classement de l'étape |                      |                |                          |                 |
| Coureur | Coureur              | Pays           | Équipe                   | Temps           |
| 1er | Laurent Jalabert     | France         | CSC-Tiscali              | 5 h 17 min 49 s |
| 2e | Ludo Dierckxsens     | Belgique       | Lampre-Daikin            | + 0 s           |
| 3e | Damien Nazon         | France         | Bonjour                  | + 7 s           |
| 4e | Fred Rodriguez       | États-Unis     | Domo-Farm Frites-Latexco | + 7 s           |
| 5e | Alessandro Petacchi  | Italie         | Fassa Bortolo            | + 7 s           |
| 6e | Sven Teutenberg      | Allemagne      | Festina                  | + 7 s           |
| 7e | Robert Hunter        | Afrique du Sud | Lampre-Daikin            | + 7 s           |
| 8e | Stuart O'Grady       | Australie      | Crédit Agricole          | + 7 s           |
| 9e | Paul Van Hyfte       | Belgique       | Lotto-Adecco             | + 7 s           |
| 10e | Sébastien Talabardon | France         | BigMat-Auber 93          | + 7 s           |

## Classement général
Grâce à sa victoire d'étape sept secondes devant le peloton, le Français Laurent Jalabert (équipe cycliste CSC-Tiscali) gagne 23 places et remonte en deuxième position du classement général, 18 secondes derrière le leader, l'Australien Stuart O'Grady (Crédit agricole). Pas d'autres changement derrière si ce n'est la chute du Belge Rik Verbrugghe (Lotto-Adecco) et de l'Allemand Erik Zabel qui perdent 18 minutes et permettent à Santiago Botero (Kelme-Costa Blanca) de faire son entrée dans le top 10.
| \| Classement général \| Classement général \| Classement général \| Classement général \| Classement général \| \| Coureur \| Coureur \| Pays \| Équipe \| Temps \| \| ------------------ \| ------------------------- \| ------------------ \| ------------------ \| ------------------ \| \| 1er \| Stuart O'Grady \| Australie \| Crédit Agricole \| 19 h 32 min 49 s \| \| 2e \| Laurent Jalabert \| France \| CSC-Tiscali \| + 18 s \| \| 3e \| Christophe Moreau \| France \| Festina \| + 23 s \| \| 4e \| Jens Voigt \| Allemagne \| Crédit Agricole \| + 26 s \| \| 5e \| Igor González de Galdeano \| Espagne \| ONCE-Eroski \| + 26 s \| \| 6e \| Bobby Julich \| États-Unis \| Crédit Agricole \| + 27 s \| \| 7e \| Lance Armstrong \| États-Unis \| US Postal Service \| DQ \| \| 8e \| Jan Ullrich \| Allemagne \| Deutsche Telekom \| + 30 s \| \| 9e \| Florent Brard \| France \| Festina \| + 30 s \| \| 10e \| Santiago Botero \| Colombie \| Kelme-Costa Blanca \| + 33 s \| |                           |            |                    |                  |
| |                           |            |                    |                  |
| |                           |            |                    |                  |
| Classement général |                           |            |                    |                  |
| Coureur | Coureur                   | Pays       | Équipe             | Temps            |
| 1er | Stuart O'Grady            | Australie  | Crédit Agricole    | 19 h 32 min 49 s |
| 2e | Laurent Jalabert          | France     | CSC-Tiscali        | + 18 s           |
| 3e | Christophe Moreau         | France     | Festina            | + 23 s           |
| 4e | Jens Voigt                | Allemagne  | Crédit Agricole    | + 26 s           |
| 5e | Igor González de Galdeano | Espagne    | ONCE-Eroski        | + 26 s           |
| 6e | Bobby Julich              | États-Unis | Crédit Agricole    | + 27 s           |
| 7e | Lance Armstrong           | États-Unis | US Postal Service  | DQ               |
| 8e | Jan Ullrich               | Allemagne  | Deutsche Telekom   | + 30 s           |
| 9e | Florent Brard             | France     | Festina            | + 30 s           |
| 10e | Santiago Botero           | Colombie   | Kelme-Costa Blanca | + 33 s           |

## Classements annexes
| Classement par points | Classement par points | Classement par points | Classement par points | Classement par points |
| Coureur               | Coureur               | Pays                  | Équipe                | Points                |
| --------------------- | --------------------- | --------------------- | --------------------- | --------------------- |
| 1er                   | Erik Zabel            | Allemagne             | Deutsche Telekom      | 75 pts                |
| 2e                    | Stuart O'Grady        | Australie             | Crédit Agricole       | 69 pts                |
| 3e                    | Robert Hunter         | Afrique du Sud        | Lampre-Daikin         | 49 pts                |
| 4e                    | Jaan Kirsipuu         | Estonie               | AG2R Prévoyance       | 47 pts                |
| 5e                    | Damien Nazon          | France                | Bonjour               | 46 pts                |

| Classement par points | Classement par points | Classement par points | Classement par points | Classement par points |
| Coureur               | Coureur               | Pays                  | Équipe                | Points                |
| --------------------- | --------------------- | --------------------- | --------------------- | --------------------- |
| 1er                   | Erik Zabel            | Allemagne             | Deutsche Telekom      | 75 pts                |
| 2e                    | Stuart O'Grady        | Australie             | Crédit Agricole       | 69 pts                |
| 3e                    | Robert Hunter         | Afrique du Sud        | Lampre-Daikin         | 49 pts                |
| 4e                    | Jaan Kirsipuu         | Estonie               | AG2R Prévoyance       | 47 pts                |
| 5e                    | Damien Nazon          | France                | Bonjour               | 46 pts                |

| Classement de la montagne | Classement de la montagne | Classement de la montagne | Classement de la montagne | Classement de la montagne |
| Coureur                   | Coureur                   | Pays                      | Équipe                    | Points                    |
| ------------------------- | ------------------------- | ------------------------- | ------------------------- | ------------------------- |
| 1er                       | Patrice Halgand           | France                    | Jean Delatour             | 28 pts                    |
| 2e                        | Benoît Salmon             | France                    | AG2R Prévoyance           | 26 pts                    |
| 3e                        | Nicolas Jalabert          | France                    | CSC-Tiscali               | 10 pts                    |
| 4e                        | Jacky Durand              | France                    | La Française des jeux     | 10 pts                    |
| 5e                        | Michael Boogerd           | Pays-Bas                  | Rabobank                  | 8 pts                     |

| Classement de la montagne | Classement de la montagne | Classement de la montagne | Classement de la montagne | Classement de la montagne |
| Coureur                   | Coureur                   | Pays                      | Équipe                    | Points                    |
| ------------------------- | ------------------------- | ------------------------- | ------------------------- | ------------------------- |
| 1er                       | Patrice Halgand           | France                    | Jean Delatour             | 28 pts                    |
| 2e                        | Benoît Salmon             | France                    | AG2R Prévoyance           | 26 pts                    |
| 3e                        | Nicolas Jalabert          | France                    | CSC-Tiscali               | 10 pts                    |
| 4e                        | Jacky Durand              | France                    | La Française des jeux     | 10 pts                    |
| 5e                        | Michael Boogerd           | Pays-Bas                  | Rabobank                  | 8 pts                     |

| Classement du meilleur jeune | Classement du meilleur jeune | Classement du meilleur jeune | Classement du meilleur jeune | Classement du meilleur jeune |
| Coureur                      | Coureur                      | Pays                         | Équipe                       | Temps                        |
| ---------------------------- | ---------------------------- | ---------------------------- | ---------------------------- | ---------------------------- |
| 1er                          | Florent Brard                | France                       | Festina                      | 19 h 33 min 19 s             |
| 2e                           | Jörg Jaksche                 | Allemagne                    | ONCE-Eroski                  | + 11 s                       |
| 3e                           | José Iván Gutiérrez          | Espagne                      | ONCE-Eroski                  | + 19 s                       |
| 4e                           | Ivan Basso                   | Italie                       | Fassa Bortolo                | + 24 s                       |
| 5e                           | Francisco Mancebo            | Espagne                      | iBanesto.com                 | + 25 s                       |

| Classement du meilleur jeune | Classement du meilleur jeune | Classement du meilleur jeune | Classement du meilleur jeune | Classement du meilleur jeune |
| Coureur                      | Coureur                      | Pays                         | Équipe                       | Temps                        |
| ---------------------------- | ---------------------------- | ---------------------------- | ---------------------------- | ---------------------------- |
| 1er                          | Florent Brard                | France                       | Festina                      | 19 h 33 min 19 s             |
| 2e                           | Jörg Jaksche                 | Allemagne                    | ONCE-Eroski                  | + 11 s                       |
| 3e                           | José Iván Gutiérrez          | Espagne                      | ONCE-Eroski                  | + 19 s                       |
| 4e                           | Ivan Basso                   | Italie                       | Fassa Bortolo                | + 24 s                       |
| 5e                           | Francisco Mancebo            | Espagne                      | iBanesto.com                 | + 25 s                       |

| Classement par équipes | Classement par équipes | Classement par équipes | Classement par équipes |
| Équipe                 | Équipe                 | Pays                   | Temps                  |
| ---------------------- | ---------------------- | ---------------------- | ---------------------- |
| 1re                    | Crédit Agricole        | France                 | 58 h 39 min 27 s       |
| 2e                     | Festina                | France                 | + 10 s                 |
| 3e                     | ONCE-Eroski            | Espagne                | + 39 s                 |
| 4e                     | US Postal Service      | États-Unis             | + 46 s                 |
| 5e                     | Kelme-Costa Blanca     | Espagne                | + 49 s                 |

| Classement par équipes | Classement par équipes | Classement par équipes | Classement par équipes |
| Équipe                 | Équipe                 | Pays                   | Temps                  |
| ---------------------- | ---------------------- | ---------------------- | ---------------------- |
| 1re                    | Crédit Agricole        | France                 | 58 h 39 min 27 s       |
| 2e                     | Festina                | France                 | + 10 s                 |
| 3e                     | ONCE-Eroski            | Espagne                | + 39 s                 |
| 4e                     | US Postal Service      | États-Unis             | + 46 s                 |
| 5e                     | Kelme-Costa Blanca     | Espagne                | + 49 s                 |